# Louise Campbell
Louise Campbell (født 1970 i København, Danmark) er en dansk møbel- og lysarmaturdesigner.

## Værker
- "Nanna Ditzel- den legende designer", Dokumentar, DrTv, dr.dk . Fortæller, beskriver og beretter om designeren Nanna Ditzels møbler, smykker, rumindretninger og andet, hvis ide var lette, bløde og svævende udformninger, farverige former, noget vi blandt andet kan se i DSB´s IC3 tog, men også andre steder i det offentlige rum.

## Priser og udmærkelser
- 2007 Thorvald Bindesbøll Medaljen
- IF Product Design Award i guld.[2]
- Bruno Mathsson-prisen (Sverige) høsten 2007.[3]
- 2009 – Prins Eugens Medalje[4]

Hun modtager Statens Kunstfonds hædersydelse fra 2015.